# NEO NEWSY NITE
『NEO NEWSY NITE』（ネオ・ニューズィー・ナイト）は、1994年10月6日から1995年3月20日まで日本テレビ系列で放送された日本テレビ製作のバラエティ番組である。日本テレビ系全国ネットの深夜番組放送枠『どんまい!!スポーツ&ワイド』金曜の番組として放送。

## 概要
同時間帯で放送されていた金曜の『EXテレビ』の後番組としてスタート。
司会は、ブラザートムと久本雅美に当時、若手だった梨花の3人が努めた。同時期に放送されていた「ロバの耳そうじ」と同じく、お色気要素を持つ番組であった。

## 出演者

### 司会
- ブラザートム
- 梨花
- 久本雅美

#### リポーター
- 芽根智子

### ゲスト
- 張 道完
- 松本コンチータ
- 水野さやか
- 伊集院光
- 岩井小百合
- 清水ミチコ
- 高原兄
- へらちょんぺ